# 陳夢瑤
陳夢瑤（英語：Chen Meng Yao，1990年3月25日—），出生于中国安徽省六安市，在江苏省南京市长大，中国女演员、主播，毕业于南京艺术学院播音主持专业，现为乐华娱乐旗下艺人。

## 经历

### 早年经历
毕业后，进入江苏卫视担任气象主播。

### 演艺经历
2015年，拍摄个人首部影视作品《飛刀又見飛刀》。
2016年，拍摄电影《逃出無人島》，并担任女主角，于同年10月28日上映。
2020年，出演电视剧《成化十四年》、《太古神王》、《莽荒紀之川落雪》开播。

## 影视作品

### 电视剧
| 年份 | 名称           | 播放平台               | 角色   | 性质   | 备注 |
| ---- | -------------- | ---------------------- | ------ | ------ | ---- |
| 2016 | 飛刀又見飛刀   | 优酷 湖北卫视 广东卫视 | 薛雯   | 配角   |      |
| 2018 | 你是我的英雄   |                        | 林曦   | 女主角 |      |
| 2020 | 成化十四年     | 爱奇艺                 | 馮清姿 | 配角   |      |
| 2020 | 太古神王       | 优酷                   | 白晴   | 主演   |      |
| 2020 | 莽荒紀之川落雪 | 优酷                   | 靈雨   | 主演   |      |

### 电影
| 年份 | 上映日期 | 片名       | 角色 | 性质   | 备注 |
| ---- | -------- | ---------- | ---- | ------ | ---- |
| 2016 | 10月28日 | 逃出無人島 | 艾麗 | 女主角 |      |

## 外部連結
- 陈梦瑶的新浪微博